# Eleição municipal de Belém em 2000
A eleição municipal de 2000 em Belém, assim como nas demais cidades brasileiras, ocorreu em 1 de outubro de 2000 e elegeu um prefeito, um vice-prefeito da cidade e 33 membros da Câmara de Vereadores. Edmilson Rodrigues do PT tenta a reeleição, há um total de 8 candidatos, sendo que Edmilson (PT) e Duciomar Costa (PSD) foram para o 2° Turno, sendo o primeiro reeleito para a Prefeitura da capital paraense, governando a cidade pelo período de 1º de janeiro de 2001 a 31 de dezembro de 2004.

## Candidatos
|  | Nº | Candidato(a) a prefeito | Candidato(a) a prefeito                                   | Candidato(a) a vice-prefeito | Candidato(a) a vice-prefeito                                    | Coligação | Duração da propaganda eleitoral |
|  | -- | ----------------------- | --------------------------------------------------------- | ---------------------------- | --------------------------------------------------------------- | --- | ------------------------------- |
|  | 20 |                         | Agostinho Linhares (PSC) Agostinho Linhares de Souza      |                              | Nelson Abreu (PHS) Nelson Alfaia Abreu                          | "Popular Independente" - Partido Social Cristão (PSC) - Partido Humanista da Solidariedade (PHS) - Partido Trabalhista Nacional (PTN) | 1 minuto e 06 segundos          |
|  | 15 |                         | Augusto Rezende (PMDB) Manoel Augusto da Costa Rezende    |                              | Edith Crespo (PMDB) Edith Marília Maia Crespo                   | Partido não coligado - Partido do Movimento Democrático Brasileiro (PMDB) | 5 minutos e 44 segundos         |
|  | 16 |                         | Claiton Coffy (PSTU) Claiton Coffy                        |                              | Haroldo Soares (PSTU) José Haroldo da Silva Soares              | Partido não coligado - Partido Socialista dos Trabalhadores Unificado (PSTU) | 1 minuto e 06 segundos          |
|  | 41 |                         | Duciomar Costa (PSD) Duciomar Gomes da Costa              |                              | Luís Afonso Sefer (PL) Luís Afonso de Proença Sefer             | "Unidos por Belém" - Partido Social Democrático (PSD) - Partido Liberal (PL) - Partido Democrático Trabalhista (PDT) - Partido Verde (PV) | 2 minutos e 48 segundos         |
|  | 13 |                         | Edmilson Rodrigues (PT) Edmilson Brito Rodrigues          |                              | Valdir Ganzer (PT) Valdir Ganzer                                | "Frente Belém Popular " - Partido dos Trabalhadores (PT) - Partido Socialista Brasileiro (PSB) - Partido Comunista do Brasil (PCdoB) - Partido Popular Socialista (PPS) - Partido Comunista Brasileiro (PCB)                                                                                                  | 5 minutos e 12 segundos         |
|  | 26 |                         | Leonardo Sheyk (PAN) Leonardo Serra Braga                 |                              | Marli Santos (PAN) Marli Sousa Santos                           | Partido não coligado - Partido dos Aposentados da Nação (PAN) | 1 minuto e 06 segundos          |
|  | 25 |                         | Vic Pires Franco (PFL) Victor Pires Franco Neto           |                              | Nazaré Kós Miranda (PFL) Maria de Nazaré de Kós Miranda Marques | "Belém Legal" - Partido da Frente Liberal (PFL) - Partido Social Liberal (PSL) - Partido da Reedificação da Ordem Nacional (PRONA) | 5 minutos e 26 segundos         |
|  | 45 |                         | Zenaldo Coutinho (PSDB) Zenaldo Rodrigues Coutinho Junior |                              | Josué Bengtson (PTB) Josué Bengtson                             | "União por Belém" - Partido da Social Democracia Brasileira (PSDB) - Partido Trabalhista Brasileiro (PTB) - Partido Progressista Brasileiro (PPB) - Partido Social Trabalhista (PST) - Partido Trabalhista do Brasil (PTdoB) - Partido da Mobilização Nacional (PMN) - Partido Republicano Progressista (PRP) | 8 minutos e 12 segundos         |

## Curiosidades
- Essa eleição é considerada a mais acirrada da história da capital paraense, principalmente no segundo turno em que a diferença de 9.604 votos foi o suficiente para garantir a reeleição de Edmilson. O fato voltaria a se repetir em 2020, mas nas zonas eleitorais.
- Uma polêmica marcou essa eleição com a prisão do candidato a prefeito Leonardo Serra Braga (PAN) no dia 1.° de setembro de 2000, quando este foi acusado de abusar sexualmente de suas filhas. No entanto, devido as leis eleitorais, foi solto. Mas o que chamou atenção a época foi a sua foto sorrindo perante as câmeras.[1]

## Resultados
| 1º Turno 1 de outubro de 2000 | 1º Turno 1 de outubro de 2000 | 1º Turno 1 de outubro de 2000 | 1º Turno 1 de outubro de 2000 |
| Candidato(a)                  | Vice                          | Votação                       | Votação                       |
| Candidato(a)                  | Vice                          | Total                         | Porcentagem                   |
| ----------------------------- | ----------------------------- | ----------------------------- | ----------------------------- |
| Edmilson Rodrigues (PT)       | Valdir Ganzer (PT)            | 267.635                       | 42,92%                        |
| Duciomar Costa (PSD)          | Luís Afonso Sefer (PL)        | 188.234                       | 30,19%                        |
| Zenaldo Coutinho (PSDB)       | Josué Bengtson (PTB)          | 96.360                        | 15,45%                        |
| Vic Pires Franco (PFL)        | Nazaré Kós Miranda (PFL)      | 41.788                        | 6,70%                         |
| Augusto Rezende (PMDB)        | Edith Crespo (PMDB)           | 26.601                        | 4,27%                         |
| Claiton Coffy (PSTU)          | Haroldo Soares (PSTU)         | 1.440                         | 0,23%                         |
| Agostinho Linhares (PSC)      | Nelson Abreu (PHS)            | 966                           | 0,16%                         |
| Leonardo Sheyk (PAN)          | Marli Santos (PAN)            | 516                           | 0,08%                         |
| Total de votos válidos        | Total de votos válidos        | 623.540                       | 100,00%                       |
| Votos apurados                |                               |                               |                               |
| Votos válidos                 | Votos válidos                 | 623.540                       | 94,51%                        |
| Votos em branco               | Votos em branco               | 9.334                         | 1,42%                         |
| Votos nulos                   | Votos nulos                   | 26.857                        | 4,07%                         |
| Total de votos apurados       | Total de votos apurados       | 659.731                       | 100,00%                       |
| Eleitores                     |                               |                               |                               |
| Comparecimento                | Comparecimento                | 659.731                       | 83,25%                        |
| Abstenções                    | Abstenções                    | 132.748                       | 16,75%                        |
| Total de eleitores            | Total de eleitores            | 792.479                       | 100,00%                       |

| 2º Turno 29 de outubro de 2000 | 2º Turno 29 de outubro de 2000 | 2º Turno 29 de outubro de 2000 | 2º Turno 29 de outubro de 2000 |
| Candidato(a)                   | Vice                           | Votação                        | Votação                        |
| Candidato(a)                   | Vice                           | Total                          | Porcentagem                    |
| ------------------------------ | ------------------------------ | ------------------------------ | ------------------------------ |
| Edmilson Rodrigues (PT)        | Valdir Ganzer (PT)             | 325.883                        | 50,75%                         |
| Duciomar Costa (PSD)           | Luís Afonso Sefer (PL)         | 316.279                        | 49,25%                         |
| Total de votos válidos         | Total de votos válidos         | 642.162                        | 100,00%                        |
| Votos apurados                 |                                |                                |                                |
| Votos válidos                  | Votos válidos                  | 642.162                        | 97,44%                         |
| Votos em branco                | Votos em branco                | 4.786                          | 0,73%                          |
| Votos nulos                    | Votos nulos                    | 12.044                         | 1,83%                          |
| Total de votos apurados        | Total de votos apurados        | 658.992                        | 100,00%                        |
| Eleitores                      |                                |                                |                                |
| Comparecimento                 | Comparecimento                 | 658.992                        | 83,38%                         |
| Abstenções                     | Abstenções                     | 131.382                        | 16,62%                         |
| Total de eleitores             | Total de eleitores             | 790.347                        | 100,00%                        |

## Vereadores
Foram eleitos 35 vereadores para Câmara Municipal de Belém.
| Candidato                  | Coligação                           | Votos  |
| -------------------------- | ----------------------------------- | ------ |
| Ana Júlia Carepa - PT      | PT/PCdoB PT / PCdoB                 | 26.729 |
| Raul Batista - PST         | Unidos para mudar PST / PRP / PTdoB | 10.039 |
| Mário Correa - PTB         | PTB/PMN PTB / PMN                   | 9.930  |
| Luiz Eduardo Anaice - PMDB | PMDB                                | 8.536  |
| Sahid Xerfan - PPB         | PPB                                 | 7.753  |
| Regina Barata - PT         | PT/PCdoB PT / PCdoB                 | 7.711  |
| Paulo Queiroz - PSDB       | PSDB                                | 7.571  |
| Dra.Nassar - PTB           | PTB/PMN PTB / PMN                   | 7.424  |
| Orlando Reis - PDT         | PDT                                 | 7.257  |
| Castro - PDT               | PDT                                 | 6.421  |
| Firmino Gouveia - PSDB     | PSDB                                | 6.329  |
| Pr. Roberto Santos - PL    | Aliança Liberal Ecológica PL / PV   | 6.255  |
| Orivaldo Ferreira - PFL    | Belém Legal PFL / PSL / PRONA       | 5.952  |
| Paulinho Fonteles - PCdoB  | PT/PCdoB PT / PCdoB                 | 5.807  |
| Cesar Meira - PPB          | PPB                                 | 5.677  |
| Joaquim Passarinho - PPB   | PPB                                 | 5.628  |
| Pio Netto - PSB            | PCB/PSB PCB / PSB                   | 4.947  |
| Ana Suely - PT             | PT/PCdoB PT / PCdoB                 | 4.794  |
| Arnaldo Jordy - PPS        | PPS                                 | 4.762  |
| Henrique Campos - PFL      | Belém Legal PFL / PSL / PRONA       | 4.595  |
| Iran Moraes - PL           | Aliança Liberal Ecológica PL / PV   | 4.495  |
| Alfredo Costa - PT         | PT/PCdoB PT / PCdoB                 | 4.443  |
| Victor Hugo - PTB          | PTB/PMN PTB / PMN                   | 4.393  |
| Carlos Pina - PSB          | PCB/PSB PCB / PSB                   | 4.009  |
| Marinor Brito - PT         | PT/PCdoB PT / PCdoB                 | 3.976  |
| Paulo Mardock - PMDB       | PMDB                                | 3.723  |
| Ildo Terra - PT            | PT/PCdoB PT / PCdoB                 | 3.682  |
| José Scaff - PL            | Aliança Liberal Ecológica PL / PV   | 3.551  |
| Dr. Wanderlan - PMDB       | PMDB                                | 3.181  |
| Everaldo Moreira - PSD     | PSD                                 | 3.049  |
| Machado - PSD              | PSD                                 | 2.824  |
| Carlito do PT - PT         | PT/PCdoB PT / PCdoB                 | 2.787  |
| Cândido Junior - PSD       | PSD                                 | 2.487  |